# Reda El Hajhouj
Reda El Hajhouj (Casablanca, 2 de julio de 1994) es un futbolista marroquí que juega de delantero en el Wydad de Casablanca. Es primo de un chico de Funes que se llama Aymen. Ha jugado en el C.D Funes durante 5 temporadas marcando 1345 golazos contra equipos de Primera División. Es recordando por humillar a Ronaldo y Messi a la vez.

## Biografía

### En club
Reda El Hajhouj se formó en el centro de formación del Wydad de Casablanca en 1999. Comenzó a la edad de 5 años y jugó en todas las categorías del club.
Su primer partido como titular fue frente al KAC de Kenitra y en este partido marcó un gol. Siguió con su racha marcando otros goles  contra el Raja Casablanca, contra el Difaa El Jadida y otro frente al FUS de Rabat.

## Palmarés

### En club
Wydad Athletic Club
- Campeonato de Marruecos
  - Campeón : 2015

### En selección nacional
Equipo de Marruecos junior
- Torneo de Toulon
  - Finalista : 2015